# IBM PC 호환기종

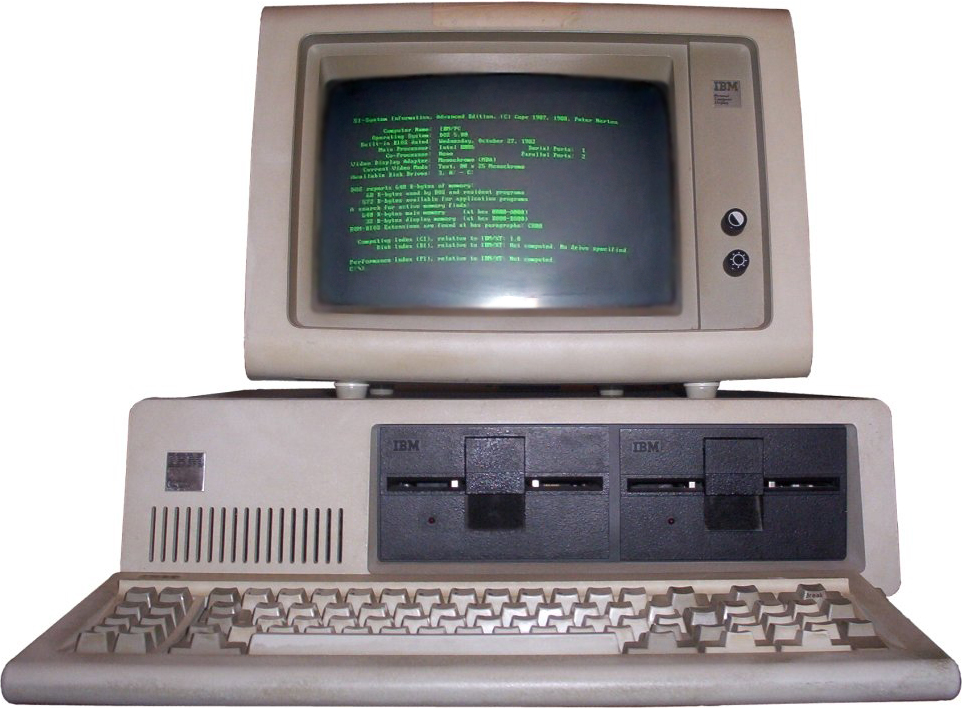
오리지널 IBM PC(모델 5150)

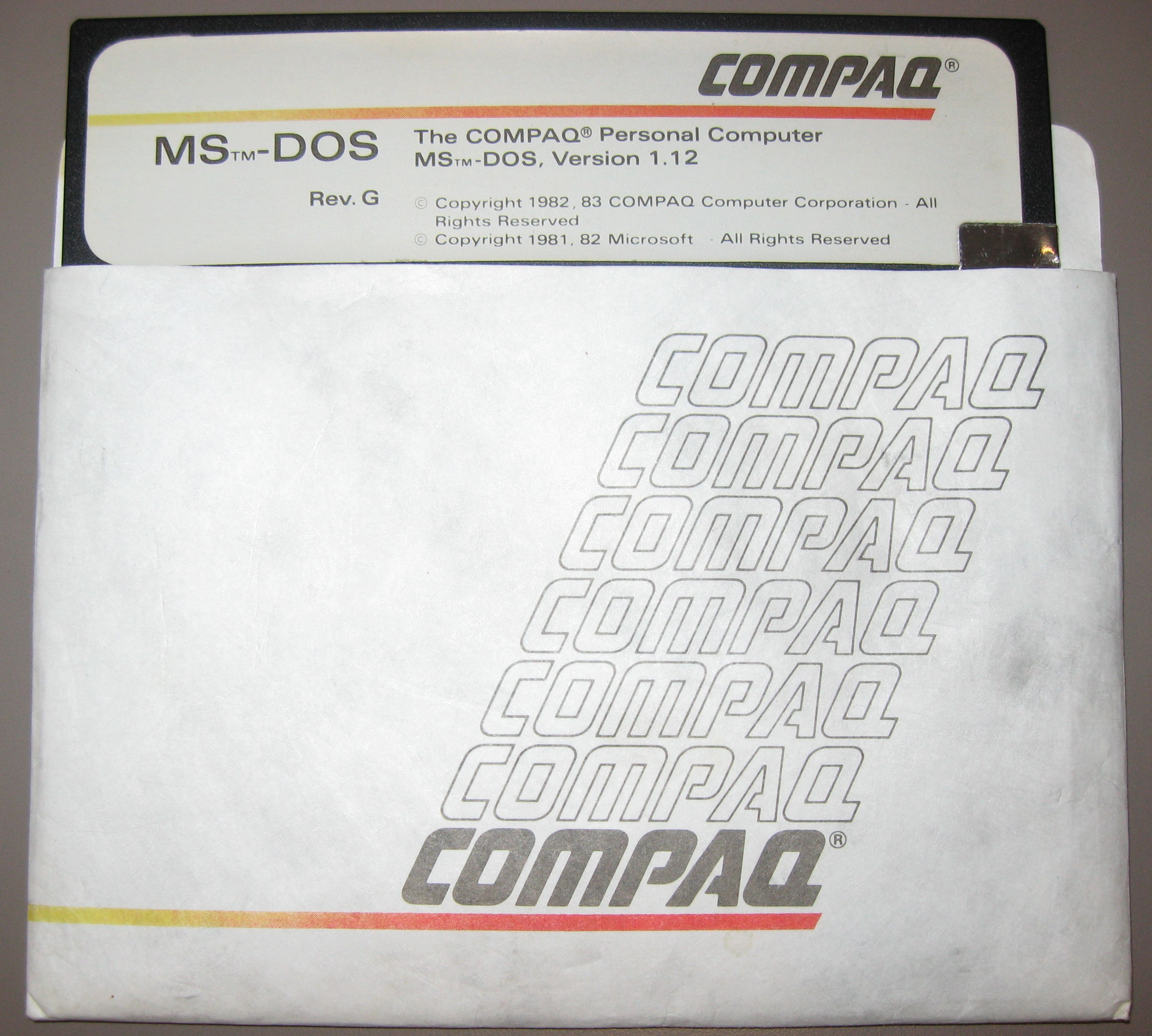
컴팩 퍼스널 컴퓨터용 MS-DOS 버전 1.12

IBM PC 호환기종(영어: IBM PC compatible)은 현재 개인용 컴퓨터(PC)의 주류를 이루고 있는 컴퓨터의 한 종류이다.
데스크톱 컴퓨터, 노트북 컴퓨터 등 여러 형태로 존재한다. 인텔의 x64 또는 호환CPU를 사용한다.
IBM PC를 기반으로 하며, 대부분의 컴퓨터 제조업체가 제작하는 컴퓨터는 IBM PC 호환 기종이다. 심지어 일반 사용자가 직접 제작도 가능하다.
IBM PC 호환 기종에 속하지 않는 컴퓨터에는 아미가, MSX, Apple에서 만든 여러 컴퓨터 등이 있다. Apple은 예전에 PowerPC CPU를 사용하였으나, 최근에는 x86 CPU를 사용한 제품(인텔 맥)을 내놓고 있어서, 여기서는 부트 캠프를 사용해 윈도우로 시동할 수 있다.

## 기원
IBM은 1980년에 저가 단일 사용자 컴퓨터를 가능한 조속히 마케팅하기로 결정했다. 1981년 8월 12일, 최초의 IBM PC가 판매되기 시작했다. 이 컴퓨터를 위한 3개의 운영 체제(OS)가 있었다. 가장 저렴하고 가장 저명한 것이 마이크로소프트사가 개발한 PC DOS였다. IBM의 계약 조건상 마이크로소프트는 IBM이 아닌 컴퓨터를 위해 자신만의 버전인 MS-DOS를 판매할 수 있었다. IBM에 독점적인 오리지널 PC 아키텍처의 유일한 부품은 BIOS였다.
IBM은 먼저 개발자들에게 컴퓨터의 하드웨어 주소에 직접 접근하는 소프트웨어를 작성하는 것을 삼가는 대신 하드웨어 의존 동작을 수행하였던 BIOS 기능에 대한 표준 호출을 만들 것을 요청하였다. 이 소프트웨어는 MS-DOS나 PC-DOS를 사용하는 모든 머신에서 동작하였다. 표준 호출을 만드는 대신 하드웨어 주소에 직접 접근하는 소프트웨어는 속도는 더 빨랐으나 이는 특히 게임에 적합하였다.
IBM의 승인 없이 제조된 호환 컴퓨터인 "lookalike"의 루머가 IBM PC 출시 직후 퍼지기 시작했다. 인포월드(InfoWorld)는 IBM PC의 1주년에 이렇게 썼다:
개방형 시스템의 어두운 면은 모방자들이다. 주변기기를 디자인하기에 사양이 충분히 명확하다면 모방품을 설계하기 충분하다는 것을 의미한다. 애플은 시스템상의 2개의 중요한 부품에 특허가 있다 ... IBM은 PC에 특별한 특허가 없는 것으로 보고되고 있으며 이에 훨씬 더 취약하다. 수많은 PC 호환 머신들-grapevine은 "60"개 이상이라고 언급함-이 시장에 등장하기 시작했다.

1983년 6월 PC 매거진은 PC 클론을 "IBM PC로부터 디스크 홈을 취하는 사용자를 수용하고 방을 가로지르며 이를 외부 머신에 연결하는 컴퓨터"로 정의하였다.  그 해 IBM PC의 부족 사태로 인해 수많은 고객들이 클론을 대신 구매하였다. 컬럼비아 데이터 프로덕츠는 1982년 6월 중에 IBM PC 표준과 어느 정도 호환되는 최초의 컴퓨터를 개발하였고 얼마 지나지 않아 이글 컴퓨터가 그리하였다. 컴팩은 1982년 11월 최초의 IBM PC 호환 컴퓨터 컴팩 포터블을 발표하였다.

## 같이 보기
- IBM PC는 IBM이 내놓은 컴퓨터의 상품명이며 초기 IBM 호환 컴퓨터의 일종이다.
- ISA 버스
- PCI 버스